# José María Gárate Córdoba
José María Gárate Córdoba (Burgos, 1918 - Madrid, 6 de noviembre de 2017) fue un militar e historiador español.

## Biografía
Estudió en su ciudad natal el bachillerato, que terminó en 1935. Fue requeté, luego falangista y después Alférez provisional durante la guerra civil española en el bando nacional. Tras la guerra civil se incorporó al ejército como militar profesional y alcanzó la categoría de capitán con 24 años. Docente en dos Academias militares y miembro del CESEDEN, su labor más reconocida está vinculada al Servicio Histórico Militar. Fue asesor histórico en la redacción de las Reales Ordenanzas del Ejército (1977-1980), académico de la Institución Fernán González de Burgos y del Instituto Sanmartiniano de Buenos Aires. Fue autor de una importante obra historiográfica. En 1955 se interesó por el proceso de canonización del Cid Campeador promovido por el rey Felipe II y reveló la importancia que tuvieron las gestiones e informes de Diego Hurtado de Mendoza.
Del resto de su abundante obra como antólogo, periodista y ocasional autor literario, destacan especialmente sus memorias sobre la Guerra Civil, tituladas Mil días de fuego.
Falleció en Madrid, el 6 de noviembre de 2017 a los 99 años de edad.

## Premios y reconocimientos
- 2015: Premio Marqués de Santa Cruz de Marcenado.
- 1980: «Figura militar del año», diario Pueblo.
- 1979: Premio de Periodismo Profesional.
- 1972: Premio «Ejército» de Literatura.
- 1968: Premio del Círculo de Escritores Cinematográficos.

### Obra historiográfica
- Historia social de las fuerzas armadas españolas. Madrid: Pearson Alhambra. ISBN (13): 978-84-205-1241-9
- Los intelectuales y la milicia. Madrid: Ejército de Tierra. Estado Mayor. Servicio de Publicaciones, 1983. ISBN (13): 978-84-500-8517-4)
- Sargentos provisionales. Hermandad Sargentos Provisionales 1977. ISBN (13): 978-84-400-4133-3
- Tenientes en Campaña. Madrid: Editorial San Martín, S.L. 1977 ISBN (13): 978-84-7140-139-7)
- Alféreces Provisionales: la improvisación de oficiales en la Guerra del 36. Madrid: Editorial San Martín, 1976. ISBN (13): 978-84-7140-136-6
- La guerra de las dos Españas: brevario histórico de la guerra de 36. Barcelona: Caralt Editores, 1976. ISBN (13): 978-84-217-4151-1
- Las huellas del Cid. Burgos: Ediciones Aldecoa, 1973. ISBN (13): 978-84-7009-126-1
- España en sus héroes. Madrid: Ornigraf, 1975.
- La huella militar en el camino de Santiago. Madrid: Publicaciones Españolas, 1971.
- Espíritu y milicia en la España medieval. Madrid: Publicaciones Españolas, 1967.

### Antologías documentales y literarias
- Poesía del descubrimiento. Madrid: Agencia Española de Cooperación Internacional. Servicio de Publicaciones de la Dirección General de Relaciones Culturales y Científicas, 1977.
- Partes Oficiales de Guerra 1936-1939. Madrid: Editorial San Martín, 1977. Tomo I: Ejército Nacional; Tomo II: Ejército Republicano. ISBN (13): 978-84-7140-151-9
- Cuentos de la guerra de España (Antología de 36 autores). Madrid: Editorial San Martín, 1970.

### Memorias
- Mil días de fuego: Memorias documentadas de la guerra del treinta y seis. Barcelona: Caralt, 1972.